# Нижегородская архитектурная школа 90-х годов

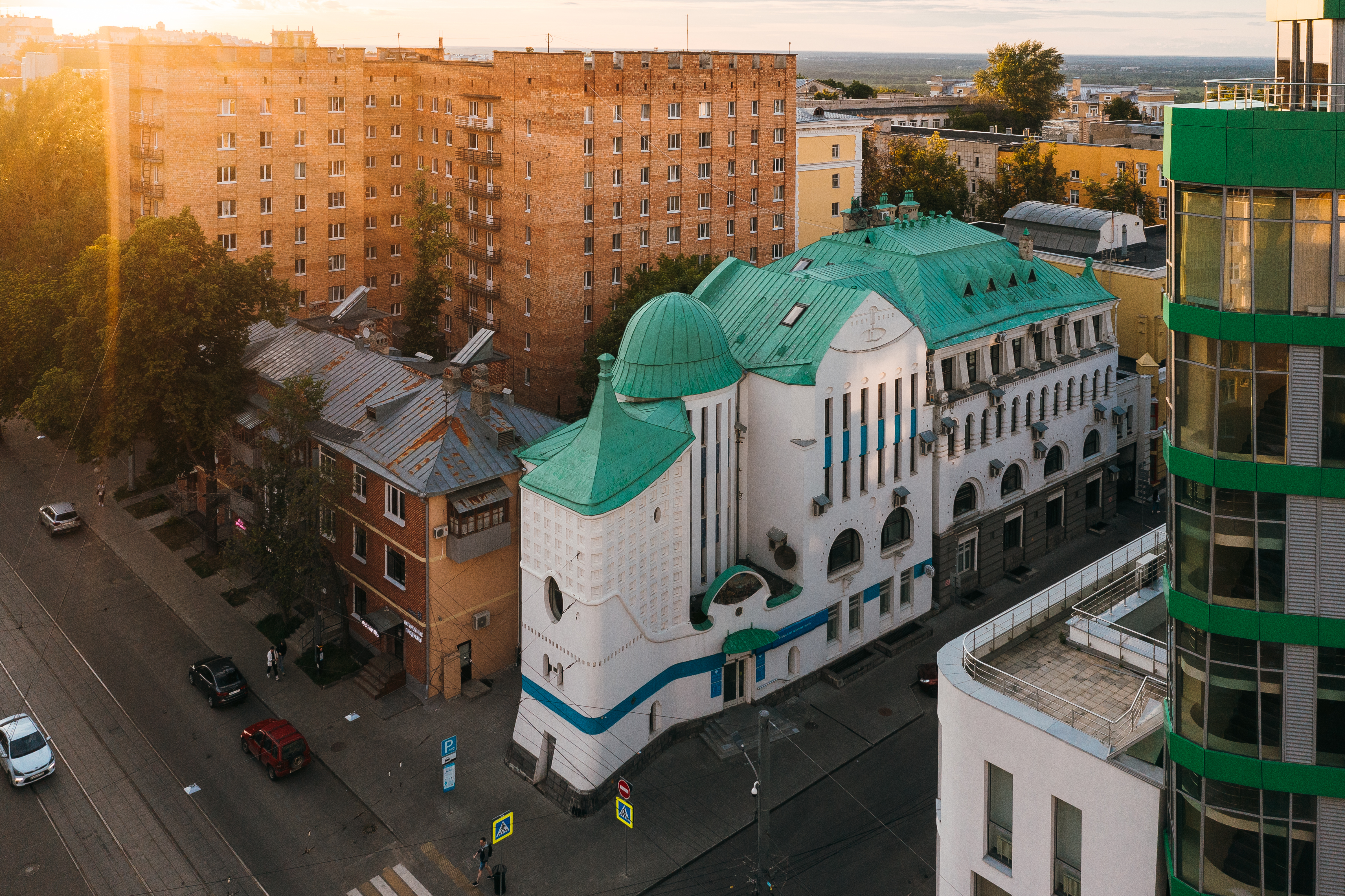
«Башня-репродуктор». г. Нижний Новгород, улица Фрунзе, 7. Проект А. Е. Харитонова, Е. Н. Пестова, 1995 г.

Нижегоро́дская архитекту́рная шко́ла — архитектурный феномен, или архитектурный стиль, сформировавшийся в Нижнем Новгороде в 1990-е годы, когда жилищное строительство переместилось в исторический центр. Для сохранения образа и структуры «старого города» запретили строить типовые панельные дома, а на первый план вышел средовой подход, при котором архитектура должна гармонировать с окружающим пространством. Нижегородскую архитектурную школу связывают с именем Александра Харитонова, который с 1993-го по 1998 год был главным архитектором Нижнего Новгорода. Местная архитектура в годы его руководства была признана одной из лучших в России, а осуществлённые им проекты во многом сформировали облик современного города.
Нижегородская архитектурная школа 1990-х годов представляла собой творческое содружество архитекторов-единомышленников с единой целью — преобразование и сохранение облика Нижнего Новгорода. Строительство каждого нового объекта становилось событием, которое обсуждалось в СМИ и среди сообществ.

## Зарождение нижегородской архитектурной школы
Появление нижегородской архитектурной школы стало возможным благодаря высшему учебному заведению, готовящему высокопрофессиональные кадры. Таким местом был Горьковский инженерно-строительный институт (ныне ННГАСУ). Здесь в 1966 году главный архитектор города Юрий Николаевич Бубнов открыл архитектурный факультет. В основе обучения были начала, которые в дальнейшем стали принципами нижегородской архитектурной школы — реализм, профессионализм и прагматизм.
В 1990-х годах произошли радикальные перемены в архитектурной деятельности: стали появляться персональные творческие мастерские, возобновился процесс индивидуального проектирования, появились частные заказчики. На смену советскому модернизму пришёл постмодернизм, или новый эклектизм. Постмодернизм сразу был принят нижегородскими архитекторами прежде всего потому, что он дал творческую свободу на волне внутреннего протестного настроения против тотальной типизации и стандартизации в архитектуре.

Мемориальная доска на доме, где жил архитектор Александр Харитонов. Нижний Новгород, ул. Грузинская, 8

В 1992 году главным архитектором города становится Александр Евгеньевич Харитонов. Он активно содействовал массовому участию нижегородских архитекторов в ежегодных профессиональных смотрах-конкурсах творчества и Международных фестивалях «Зодчество», сам завоёвывал многочисленные награды. В городе по его инициативе стали проводиться творческие экскурсии, конференции по актуальным проблемам реконструкции исторического центра города, семинары, встречи с коллегами из других городов страны и из-за рубежа. В Доме архитектора стали проводиться выставки, лекции, мастер-классы и встречи с жителями города для обсуждения новых проектов.
В последнее десятилетие XX века жилищное строительство переместилось в исторический центр, где запретили строить типовые панельные дома; прекратился тотальный снос исторической застройки города. Основной архитектурной тенденцией стал средовой подход, ориентированный на многокомпонентность и динамичное развитие городского пространства.
В 1990-е годы нижегородская архитектурная школа вышла на лидирующие позиции в российской архитектуре. Её становление возглавил Александр Харитонов. Именно ему удалось законодательно запретить в исторической зоне Нижнего Новгорода строительство по типовым проектам. Большой коллектив архитекторов он сумел объединить концепцией, связавшей местные традиции и обострённое внимание к своеобразным контекстам Нижнего Новгорода с глобализацией культуры рубежа тысячелетий. В центре профессионального сознания нижегородцев оказался образ города как интегрирующее и дисциплинирующее начало, как точка отсчёта для любых образных структур, создаваемых в пределах городского пространства. В облике современных зданий вновь появились архитектурные детали как непременное средство гармонизации с человеком и окружением.
С 1993 года разрабатывается Генеральный план Нижнего Новгорода. Новый архитектурный облик города не раз удостаивался внимания столичной прессы и высоких государственных наград.

## Особенности нижегородской архитектурной школы
Главная особенность нижегородской архитектурной школы, которая остаётся неизменной и по сей день, — это метод средового подхода, характерный для контекстуализма. Идею диалогичного взаимодействия с историческим окружением можно считать манифестом нижегородской архитектурной школы. Примером контекстуализма является офисное здание на площади Горького (архитекторы Д. М. Слепов, А. М. Сазонов; 2017 год), которое на стилистическом и композиционном уровне взаимодействует с соседней постройкой — зданием авиационного техникума (1939 год).
Также нижегородские архитекторы в своём творчестве обращаются к частичному историзму (соединению мотивов, приёмов, характерных для стилей прошлых эпох, с современной архитектурой), и неотрадиционализму без прямого копирования форм и деталей прошлого. Рождение многообъёмной архитектуры с живописными и пластичными формами, элементами декора древнерусской узорчатой архитектуры привнесло в современную архитектуру Нижнего Новгорода определённые элементы театральности. Именно ретроспективизм (неорусский стиль) начала XX века, опиравшийся на принципы модерна, стал источником вдохновения в конце XX века при создании самобытной, образной и контекстуальной архитектуры. В проектах 1990-х годов в историческом центре города можно увидеть отсылки к знаковым для города памятникам архитектуры начала XX века, выполненными в национальной версии модерна и неорусском стиле (разновидности ретроспективизма 1910-х годов). Среди них два банковских здания, возведённые в 1996 году одним авторским коллективом (архитекторы Е. Н. Пестов, А. Е. Харитонов при участии И. Н. Гольцева и С. Г. Попова, художник Г. И. Курицина) — Банк «Гарантия» на улице Малой Покровской и Коммерческий банк (ныне здание налоговой инспекции) на улице Большой Печёрской. Оба проекта были удостоены высокой государственной награды — Государственной премии России в области искусства за создание самобытной региональной нижегородской архитектуры. Эти здания вошли в число лучших построек России того времени и стали знаковыми представителями перехода от постмодернизма к неомодернизму.
Новый конструктивизм в рамках неомодернизма выделяется свободой в выборе форм — больше внимания уделяется пластике фасадов за счёт придания им слоистости, которая адаптирует современные здания к историческому контексту. Примеры такой постройки — офисное здание на улице Варварской (архитектор В. Ф. Быков; 2006 год) и офисное здание на улице Белинского (архитектор А. А. Худин, 2005 год).

## Примеры зданий
Гостиница «Октябрьская»

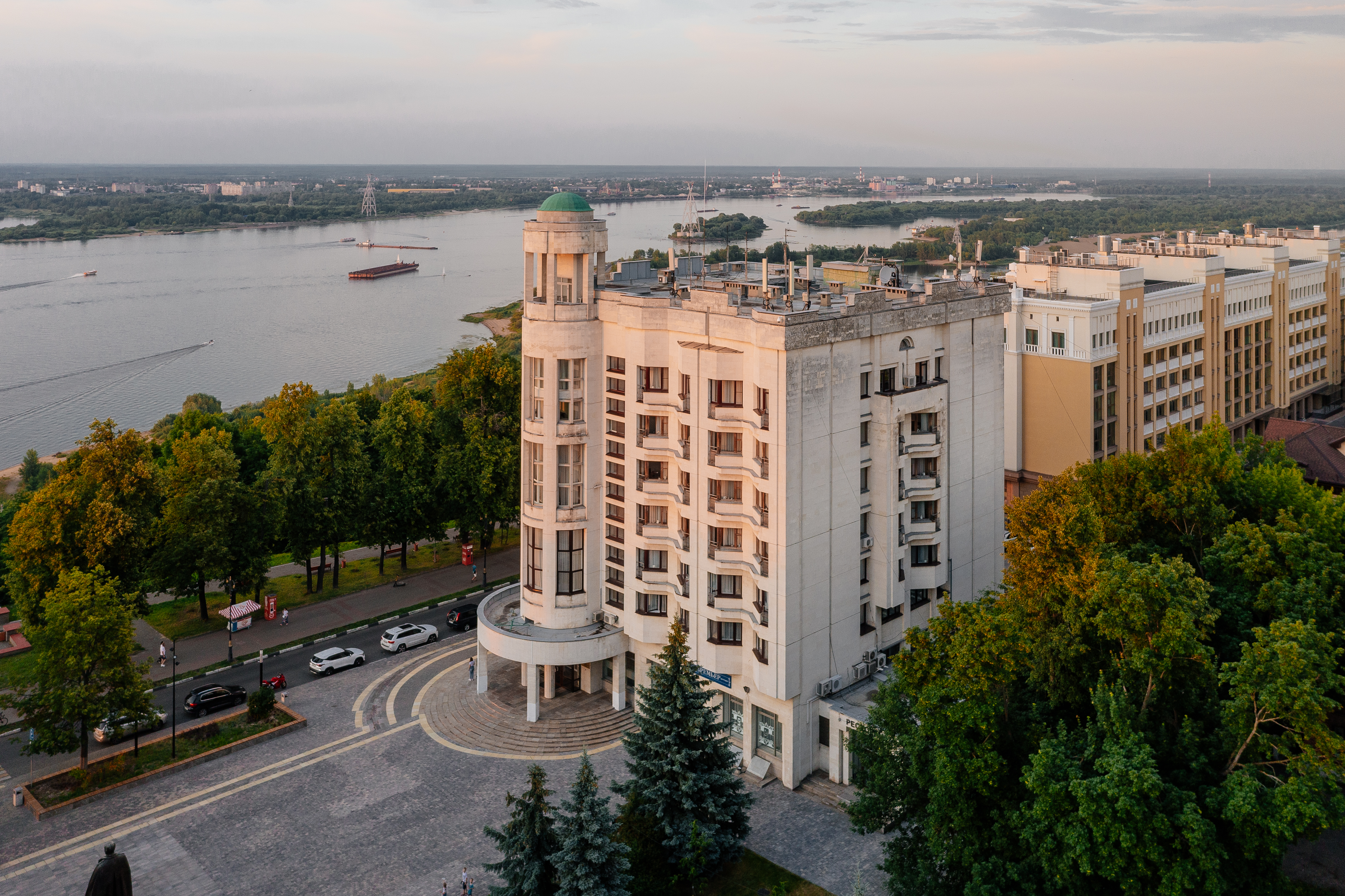
Гостиница «Октябрьская» на Верхне-Волжской набережной в Нижнем Новгороде

Нижний Новгород, Верхне-Волжская набережная, 9а
Проект здания создавался в 1982—1983 годах, но строительство затянулось, открыли гостиницу только в 1987 году. Это проект группы авторов «Горьковгражданпроекта» — Александра Харитонова, Владимира Коваленко и Анны Гельфонд. Здание является одной из высотных доминант Нижнего Новгорода, считается «классикой отечественного постмодернизма». Динамика композиции здания и ряд архитектурных вертикалей по смыслу связаны со всем Волжским откосом. Если смотреть на здание сверху, то по своей форме оно напомнит куб. Особый элемент здесь — небольшая башня-ротонда на крыше. Архитекторы обращались к протяжённому контексту Верхне-Волжской набережной — с его дворцами, особняками, больницами, советскими постройками периода «освоения классического наследия».
Банк «Гарантия» и Пенсионный фонд
Нижний Новгород, улица Малая Покровская, 7 

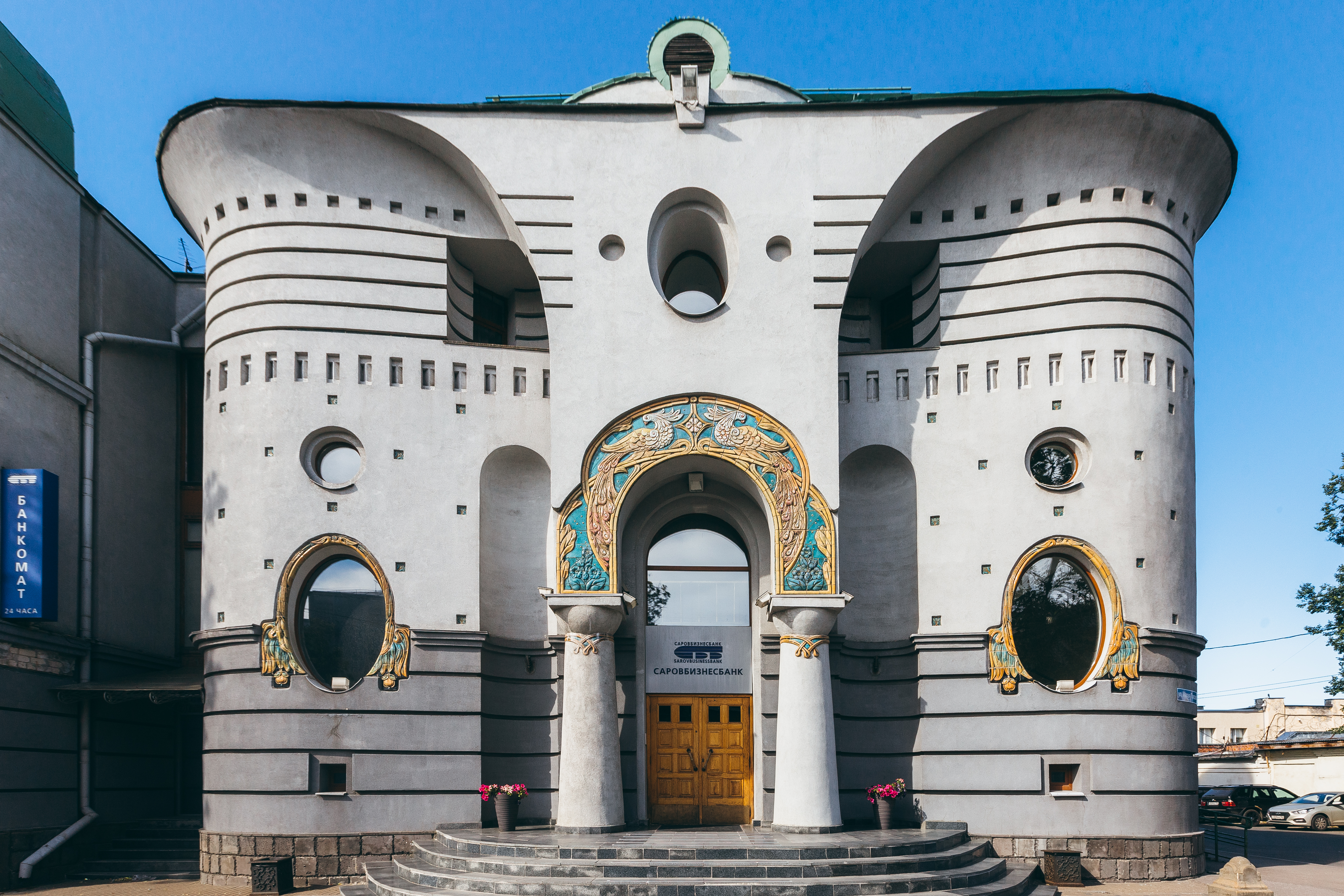
Здание, известное как банк «Гарантия» на Малой Покровской
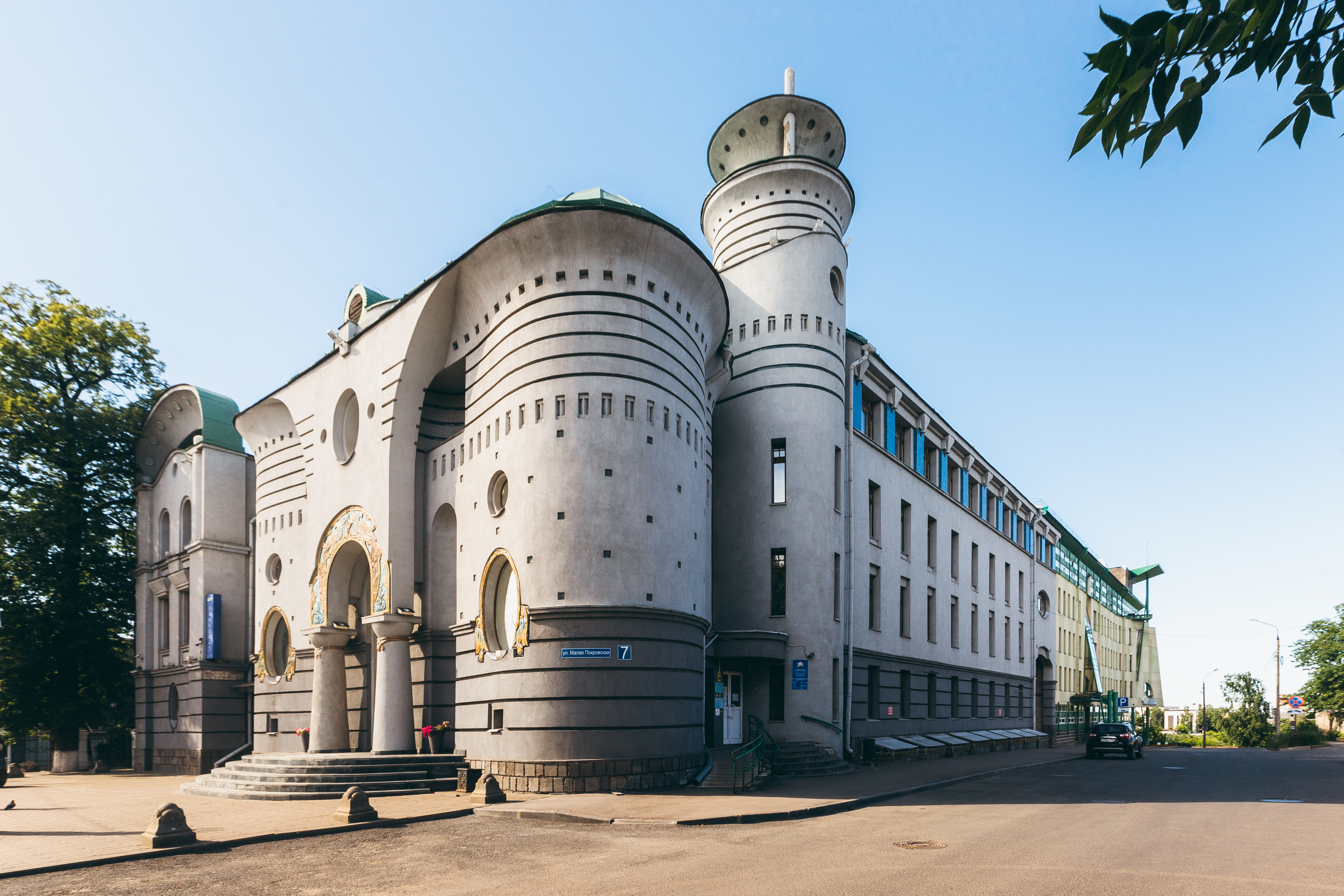
В 1999 году у банка «Гарантия» появился пристрой, дополняющий его архитектуру

Главный объект современной архитектуры Нижнего Новгорода остался в истории с символическим названием банк «Гарантия» (в наше время здесь расположена другая банковская организация). Это проект 1993—1994 годов, сделанный для одного из первых частных банков творческой мастерской А. Е. Харитонова и Е. Н. Пестова. Здание напоминает купеческую усадьбу, отчего гармонирует с соседним купеческим особняком Сергея Александровича Иконникова, где в наши дни действует Дворец бракосочетаний. По-другому здание называют «Сундучок с замочком» из-за дверного проёма похожего на скважину для ключа. Вход в банк украшают сказочные птицы. По словам архитекторов, они стремились передать ассоциативную связь сооружения с нижегородскими банками начала XX века, отсюда особый характер и стилистика выразительных внешних форм. За разработку и реализацию данного проекта его авторы Евгений Пестов и Александр Харитонов были удостоены Государственной премии Российской Федерации. В 1999-м у этого здания появился пристрой, где расположен Областной пенсионный фонд. Вторая очередь комплекса зданий получила название «Титаник».
Жилой дом «Пила»
Нижний Новгород, улица Славянская, 10а

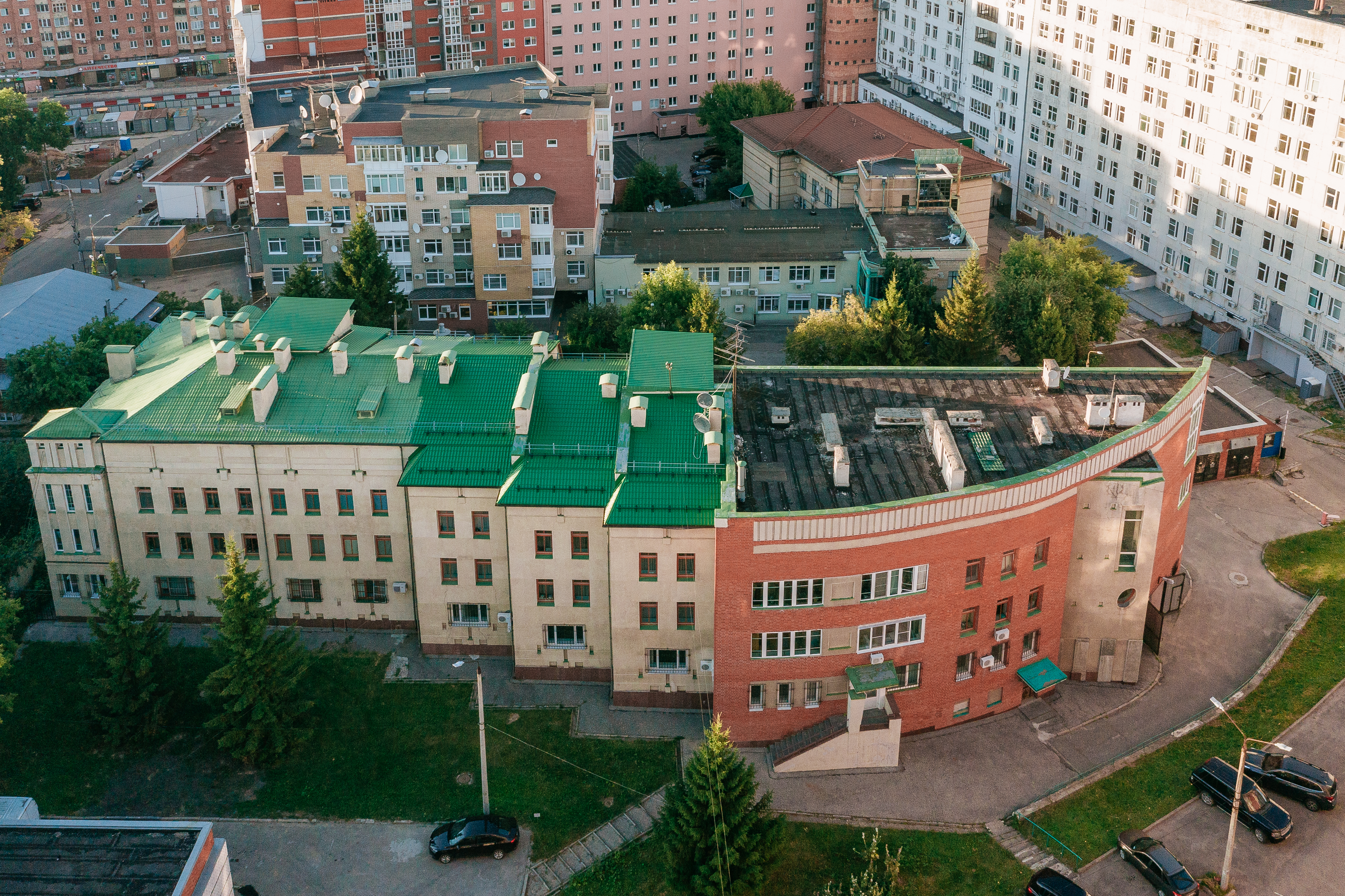
Жилой дом «Пила» в Нижнем Новгороде
Один из углов дома «Пила» кажется острым

Жилой дом «Пила» вырос в центре Нижнего Новгорода в 1996 году. Архитекторы — Александр Харитонов, Евгений Пестов, Александр Зеляев. В момент проектирования этого здания на улице Славянской уже стоял радиусный дом, поэтому перед архитекторами стояла задача встроиться в его окружение на сложном участке во дворе. Дом «Пила» представляет собой супрематическую композицию: сегмент круга, три сдвинутых друг относительно друга прямоугольника и квадрат с вынутым углом — вместе это образует подобие пилы. План дома строится уступами-зубцами, а один из углов становится острым. Ещё одна особенность: «Пила» находится во дворе, а по красной линии сохраняется историческая застройка.
«Каскад»
Нижний Новгород, улица Решетниковская, 4 

Здание «Каскад» в Нижнем Новгороде
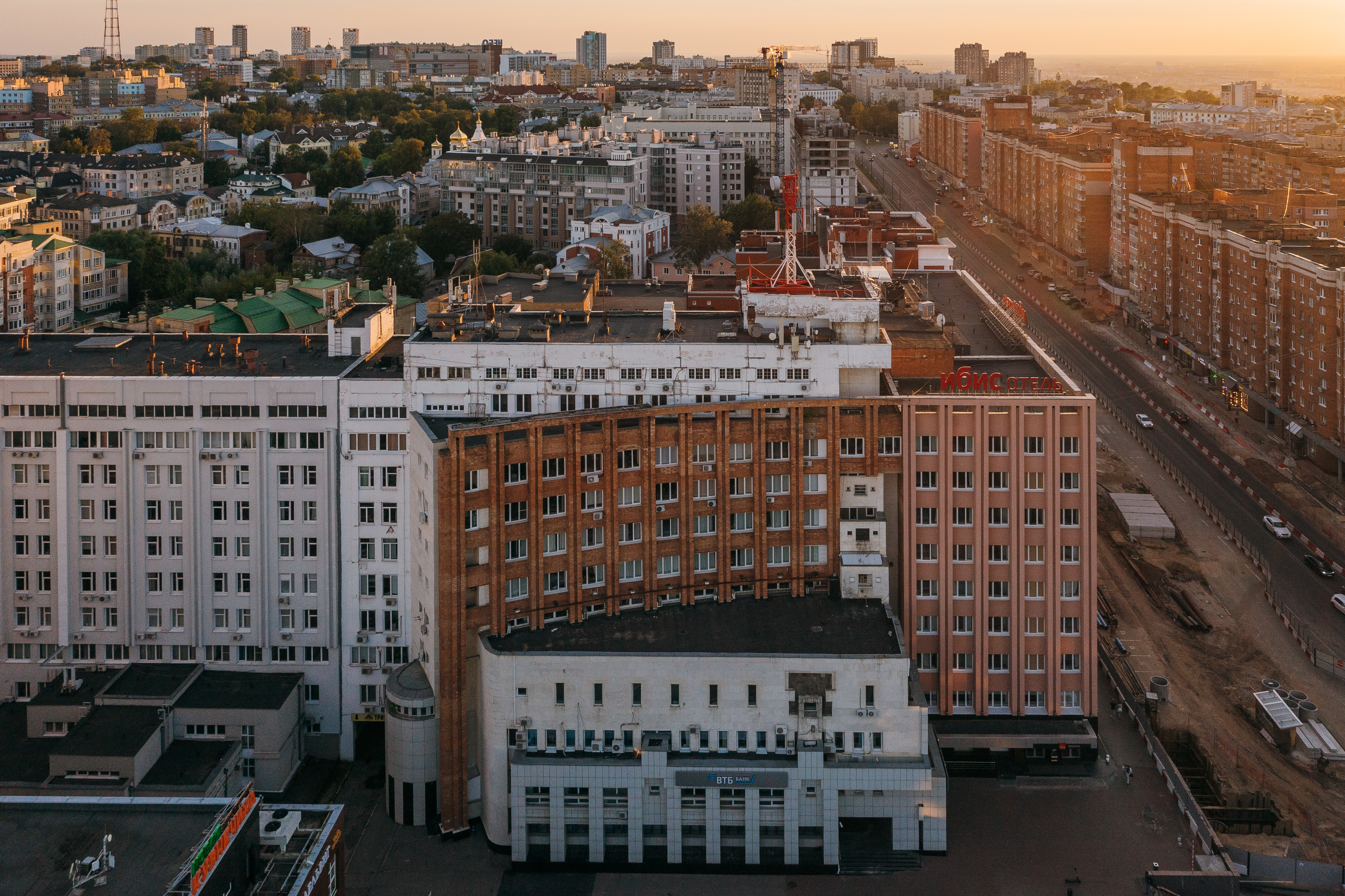
Проект соединил несколько зданий в единое целое

В настоящее время отель «Ибис» занимает здание, которое строилось для проектного института, специализирующегося на дорогах и транспортных сооружениях, поэтому его фасад столь однообразен. Под углом к 9-этажному дому сейчас находится Диагностический центр. Между ними нужно было встроить ещё одно здание для банка. Проект Александра Харитонова соединяет здание современного отеля и диагностического центра в единое целое: красные пилоны внезапно загибаются, как будто отслаиваясь от стены соседнего здания, а белые стены диагностического центра как будто прорываются и спускаются каскадом кубиков. Советская архитектура обрела сложные формы.

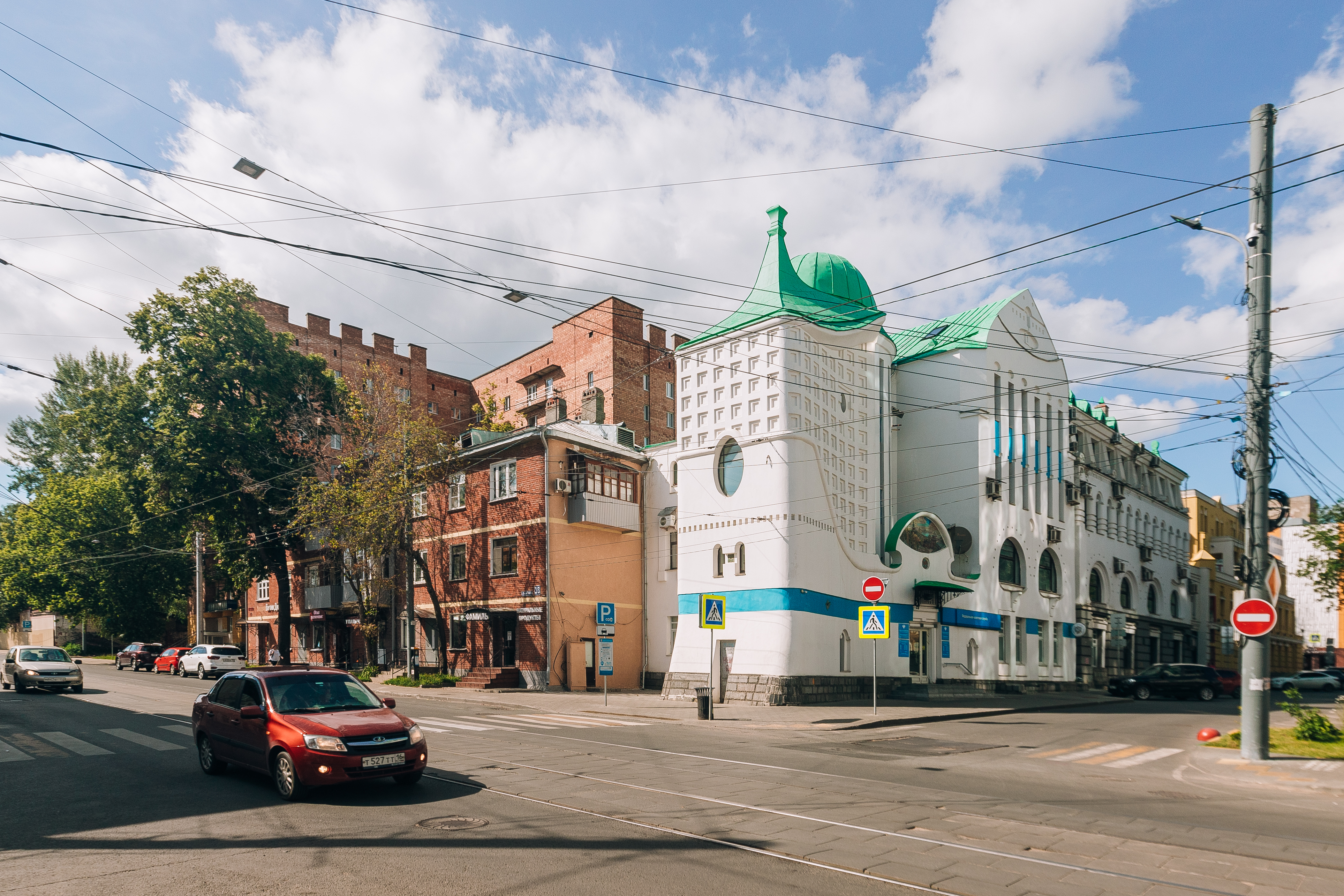
«Башня-репродуктор» в Нижнем Новгороде

«Башня-репродуктор», Областная налоговая инспекция
Нижний Новгород, улица Фрунзе, 7
Ещё один проект творческого коллектива Александра Харитонова и Евгения Пестова 1994—1995 годов, известный как «Башня-репродуктор». Четыре объёма здания выглядят как нормальные дома Ар Нуво. Однако это именно четыре разных дома. Угловая башня кажется гигантским устройством вроде репродуктора, из которого один за другим выталкиваются: круглая башня с вертикальными окнами-тягами, дом в стиле венского Сецессиона и разбитый мелкими окошками дом провинциального модерна. Напоминающие о радио квадратные заглубления — скорее отсылка к допетровской архитектуре, чем намёк на эпоху конструктивизма. Арочные окна и свободная планировка, фантазийная асимметрия фасада напоминают о русском модерне.
Административно-торговое здание «Айсберг»

Здание «Айсберг» в Нижнем Новгороде

Нижний Новгород, улица Ошарская, 12
Очередным зданием, пополнившим коллекцию нижегородской архитектуры, стал более современный дом «Айсберг», построенный по проекту архитектора Виктора Филипповича Быкова в 2001 году. Дом стоит на пересечении двух центральных улиц Нижнего Новгорода, соответственно этому состоит из двух пересекающихся частей. Одна — с острым углом, отмечена «клювом» металлического карниза, будто собирается куда-то взлететь, вторая, почти кубическая, напоминает дот и довольно успешно противится этому взлёту. В месте пересечения этих архитектурных элементов возникает пространство сплошного остекления, прерывающее ровные плоскости кирпичных стен. Как всякий осколок, «Айсберг» отражает окружение — малоэтажную застройку, а рядом высотное офисное здание. Модернистские части и фрагменты «Айсберга» ускользают от «исторических», вырастают над ними, но вместе образуют уравновешенную объемно-пространственную композицию. «Айсберг» стал первым зданием вне столицы, вошедшим в коллекцию Государственного музея архитектуры имени А. В. Щусева.